# Hermonassa renifera
Hermonassa renifera är en fjärilsart som beskrevs av Chen. Hermonassa renifera ingår i släktet Hermonassa och familjen nattflyn. Inga underarter finns listade i Catalogue of Life.